# والریا لوکیانووا
والریا والریونا لوکیانووا (به انگلیسی: Valeria Valeryevna Lukyanova) اوکراینی: Валерія Валеріївна Лук'янова؛ روسی: Валерия Валерьевна Лукьянова؛ ۱۹۹۵) یک مدل اوکراینی می‌باشد که بیش‌تر به‌خاطر شباهتش به عروسک باربی شناخته می‌شود. وی در حال حاضر ملکی در مکزیک دارد و در مسکو زندگی می‌کند. وی برای تقویت شباهتش به باربی از آرایش و لنزهای تماسی استفاده می‌کند تا رنگ طبیعی چشمانش که سبز، خاکستری یا آبی است برجسته‌تر جلوه کند. وی اظهار داشته‌است که عمل ایمپلنت پستان انجام داده‌است اما باقی بدنش به‌صورت طبیعی و باریک باقی مانده‌است که این وضعیت نتیجهٔ تمرینات منظم روزانه در باشگاه و پیروی از یک رژیم غذایی خاص می‌باشد.